# 한국오리협회
한국오리협회는 오리사육에 관한 지식과 기술향상, 사육농가의 경제적,사회적 지위향상과 복리증진 목적으로 1994년 8월 23일 설립된 대한민국 농림수산식품부 소관의 사단법인이다. 사무실은 서울특별시 서초구 서초1동 1621-19, 제2축산회관 501호(137-878)에 있다.